# Sky Serie
Sky Serie é um canal de televisão temático do grupo Sky Italia dedicado a séries de televisão. O canal é dirigido por Antonio Visca, es está disponível na televisão, Sky Go e Now.

## História
As transmissões do canal começaram em 1 de julho de 2021, simultaneamente com Sky Nature, Sky Investigation e Sky Documentaries. O canal passou a transmitir parte do conteúdo de animes transmitidos pelo canal Man-ga.